# Allobates niputidea
Allobates niputidea är en groddjursart som beskrevs av Grant, Acosta-Galvis och Marco Rada 2007. Allobates niputidea ingår i släktet Allobates och familjen Aromobatidae. IUCN kategoriserar arten globalt som livskraftig. Inga underarter finns listade i Catalogue of Life.

## Namn
Namnet niputidea kommer från spanskans ni puta idea vilket idiomatiskt översatt blir "ingen aning". Arten beskrevs först i Colombia, ett spansktalande land.